# 化成桥
化成桥位于浙江省湖州市南浔区双林镇北。跨双林塘，为三孔薄墩薄拱实腹石拱桥。化成桥西122米为万魁桥，化成桥东225米处为万元桥。2005年3月16日列入浙江省文物保护单位，2013年5月列入第七批全国重点文物保护单位。
化成桥为双林三桥中最早建成的一座，由化成庵僧创建而得名，又因跨塘河，俗名塘桥。始建于元延祐年间，初为木桥，明洪武年间改为砖桥，永乐年间又易为木桥，至嘉靖年间始环以石。此后在明崇祯三年（1630年）、清乾隆五十八年（1793年）多次重修。今桥高6．6米，长46米，宽3．4米。南北两坡各设台阶。桥两侧置素面栏板，顶部凿成吴王靠，栏板间嵌望柱16根。